# زلزال ألاسكا العظيم 1964
زلزال ألاسكا العظيم في عام 1964 وفي تمام الساعة 5:36 صباحاً استيقظ سكان ولاية ألاسكا علي زلزال هو الأعنف في تاريخ الولاية وعرف هذا الزلزال باسم زلزال ألاسكا العظيم وزلزال جمعة الآلام. ووقع الزلزال في 27 مارس في يوم جمعة الآلام. وضرب الزلزال وسط جنوب ولاية ألاسكا، إذ بدأت الارض بالتصدع مما أدي إلي انهيار الهياكل العملاقة، بالإضافة إلى، تشكل أمواج تسونامي عاتية ناجمة عن قوة الزلزال والتي تسببت في وفاة حوالي 139 شخص. واستمر الزلزال لمدة 4 دقائق و38 ثانية ويعتبر أكبر هزة أرضية تم تسجيلها في تاريخ الولايات المتحدة، وثالث أقوى زلزال تم قياسة في تاريخ أمريكا الشمالية. حيث بلغت قوة هذا الزلزال حوالي 9.2 علي مقياس درجة العزم مما تجعله ثالث أقوي زلزال في التاريخ المسجل. وقد أدت قوة الزلزال إلي تسيل التربة في المنطقة. وتسببت الشقوق الأرضية الناجمة عن الزلزال بانهيار الكثير من المنشآت العامة في العديد من المناطق وإلحاق الكثير من الدمار في الممتلكات والعديد من الإنزلاقات الأرضية. وتعتبر مدينة أنكوريج (ألاسكا) أكثر المدن تضرراً حيث انهارت العديد من المنازل التي لم تخضع لهندسة زلازل، المباني والبنية التحتية (والتي تشمل: الطرق، الأرصفة، خطوت المياة، الصرف الصحي، أنظمة الكهرباء وغيرها من الأشياء التي صنعها الإنسان، خاصةً تلك المناطق القابعة على طوال الزراع المائي كنك (knik) وعلي بعد 20ميل في الجنوب الغربي في المناطق القريبة من مدينة كودياك (ألاسكا) ارتفعت الأرض بشكلٍ دائم بنسبة 30 قدم (وحدة قياس) «9.1 متر»، وفي الجنوب الشرقي من مدينة أنكوريج (ألاسكا) وبالتحديد في المناطق القابعة عند مقدمة الزراع المائي (Turnagain) بالقرب من مدينتي (Girdwood) و (Portage) انخفضت الأرض بنسبة 8 اقدام (وحدة قياس) «2.4 متر»، وتتطلب إعادة الإعمار وسد الفجوة التي أحدثها المد والجزر علي الطريق السريع سيوارد. وقد عاني سكان ميناء فالديز (ألاسكا) في مضيق الأمير ويليام من انهيار أرضي ضخم تحت الماء، والذي أسفر عن وفاة 30 شخص من مدينة فالديز (ألاسكا) وداخل سفينة كانت راسية في الميناء وقت وقوع الزلزال. وبلغ ارتفاع موجة تسونامي إلي 27 قدم (وحدة قياس) «8.2 متر» في قرية شينجا (Chenega) مما أسفر عن وفاة 23 شخص من اصل 68 يعيشون ففي هذه القرية، أما الناجين فمنهم من ركض للهروب من جحيم الموجه ومنهم من تسلق مناطق عالية حتي لا تغمرهم المياة تاركين ورائهم الدمار الذي لحق بممتلكاتهم وزويهم. وبالكاد يمكننا حصر الأماكن الأكثر تضرراً بموجات تسونامي والتي شملت: مدينةويتير (ألاسكا) ، سيوارد (ألاسكا) ، كودياك (ألاسكا) والعديد من المناطق الأخري في الولاية، ولم تكتفي الموجة بذلك بل امتدت حتي ألحقت الدمار والخراب بكولومبيا البريطانية، ولاية أوريغون وكاليفورنيا. ولم ينتهي دور هذه الموجة المدمرة عند هذا الحد وحسب، بل امتد الدمار إلي ما هو أبعد من أمريكا الشمالية فقد ألحقت الدمار بجزيرة هاواي واليابان وليس هذا وحسب، بل ذكرت تقارير أن الحركة الأرضية وصل تأثيرها إلي جميع بقاع الأرض.

## جيولوجيا
في تمام الساعة 5:36 صباحاً حسب توقيت منطقة ألاسكا «3:36 28 مارس حسب التوقيت العالمي» حدث تصدع في الفالق بين صفيحة المحيط الهادي وصفيحة أمريكا الشمالية بالقرب من الخلل في مضيق الأمير ويليام. وكان الزلزال يبعد حوالي (12.4 ميل) «20 كيلومتر» شمال مضيق الأمير ويليام، (78 ميل) «125 كيلومتر» غرب مدينة أنكوريج (ألاسكا) ، (40 ميل) «64 كيلومتر» شرق مدينة فالديز (ألاسكا). وكان مركز الزلزال علي عمق حوالي (15:5 ميل) «25 كيلومتر». وأسفرت التحولات المفاجئة في قاع المحيط الهادئ إلي خلق موجات تسونامي عاتية وصل ارتفاعها إلي (220 قدم (وحدة قياس)) «67 متر» والتي أودت بحياة العديد من الضحايا وتدمير الكثير من الممتلكات. وتسببت أيضاً الانهيارات الصخرية في تدمير الكثير من المنشآت. وبلغت المساحة المتضررة من هذا الزلزال أكثر من (100.000 ميل مربع) «250.000 كيلومتر مربع» في ألاسكا. وقد أثبتت الدراسات أن حركة الأرض وصلت إلي ذروة التسارع الأرضي والتي قدرت بحوالي 18 .0-0.14 . ووقع زلزال ألاسكا في منطقة الإندساس الناجمة عن غوص صفيحة المحيط الهادي تحت صفيحة أمريكا الشمالية. ويعتبر الفالق هو المسؤول عن قوة الزلزال، أما القوة الضاغطة هي من تسببت في تشكل صدع معاكس. وأدي كل ذلك إلي ارتفاع أجزاء من الأرض نتيجة لتحول الأرض إلي ارتفاع معاكس.

## تسونامي
تسببت منطقة اندساس الزلزال في إنتاج نوعين من موجات التسونامي وهما: الأولي موجة تسونامي تكتونية ناجمة عن تحرك الصفائح التكتونية والثانية حوالي 20 موجة صغيرة محلية. ونتجت هذه الموجات الصغيرة إثر الانزلاقات الأرضية السطحية والاهتزازات في قاع البحر مما يجعلها المسؤولة عن أغلبية الأضرار التي خلفها التسونامي. ولم تكتفي الموجة العاتية بذلك، بل شقت موجات التسونامي طريقها عبر القارات لتصل إلي أكثر من 20 دولة منها: بيرو، نيوزيلندا، بابوا غينيا الجديدة، اليابان والقارة القطبية الجنوبية وغيرها. وتعتبر أكبر موجة تسونامي تم تسجيلها في خليج شوب ألاسكا حيث وصل ارتفاعها حوالي 220 قدم (وحدة قياس) «67متر».